# Max-Liebermann-Straße 8 (Weimar)

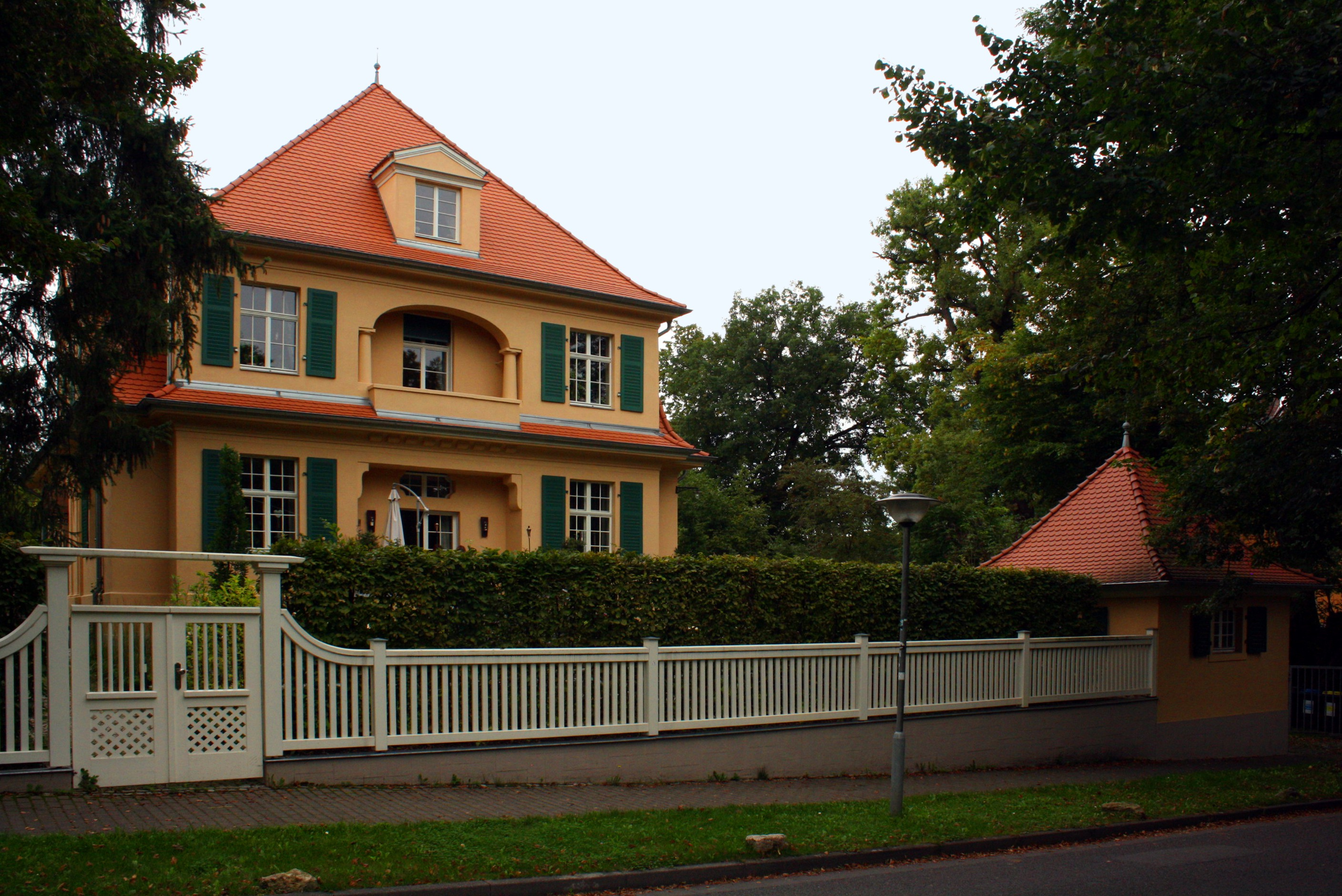
Max-Liebermann-Straße 8

Das Haus Max-Liebermann-Straße 8 in Weimar ist eine denkmalgeschützte Villa mit Pavillon und Garten.

## Geschichte
Das Wohnhaus mit Grundstück entstand 1920/21 im Auftrag der Weimarischen Villenbau- und Terraingesellschaft. Es ist in der Denkmaltopographie Weimar von Rainer Müller der jüngste Villenbau, bei der diese Gesellschaft als Bauträger sicher nachzuweisen ist. Den Entwurf lieferte Otto Barthel. Obwohl nach dem Ersten Weltkrieg errichtet, weist er alle Merkmale der Reformarchitektur des 20. Jahrhunderts auf. Der eingeschossige Bau ist vollständig unterkellert und besitzt ein hohes Mansarddach. Es wurde bewusst von der Straße abgesetzt und in die Mitte des Grundstücks platziert. So ergab es einen größeren mit einem Brunnen versehenen Vorgarten. Von der Straße her vermittelt der Bau den Eindruck, dass er zweigeschossig sei, weil der hier befindliche annähernd die gesamte Fassadenbreite einnehmende Risalit oberhalb des umlaufenden Fußwalms um ein Vollgeschoss erhöht ist. Das Brunnenbecken und die Loggia im Obergeschoss mit den einfassenden Säulen bilden die Mittelachse des Gebäudes. Ein kleiner Pavillon befindet sich an der Südseite des Anwesens. Bemerkenswert ist der weiße umlaufende Holzzaun mit Eingangstor. Dieser ist nach 2005 restauriert worden, da er in der erwähnten Denkmaltopographie auf dem Foto nicht zu sehen ist mit Ausnahme des Grundstücktores.